# Bernhard Goldenberg

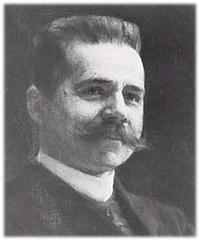
Bernhard Goldenberg

Bernhard Goldenberg (* 20. März 1872 in Dahlerau; † 30. Mai 1917 in Essen) war ein deutscher Ingenieur.
Goldenberg wurde als Sohn des Leiters der Färberei der Werke Wülfing und Sohn, Friedrich Goldenberg, geboren. In den Wülfingwerken machte er später auch ein Maschinenbaupraktikum.
Goldenberg studierte nach dem Militärdienst Maschinenbau und Elektrotechnik an den Technischen Hochschulen in Hannover, Stuttgart und Berlin  bevor er 1899 technischer Berater von Hugo Stinnes wurde. 1903 wurde er nach einer Studienreise, die ihn vor allem zu den Werken General Electric und Edison Electric Light Corporation in den USA geführt hatte, Technisches Vorstandsmitglied der Rheinisch-Westfälisches Elektrizitätswerk AG und war in dieser Funktion für die technische Realisierung des raschen Ausbaus der Elektrifizierung im Rheinland und im Ruhrgebiet verantwortlich. So entstanden in rascher Folge die Kraftwerke in Essen (1903), Reisholz (1909), Wesel (1912) und die später nach Goldenberg benannte Vorgebirgszentrale in Knapsack (April 1914).

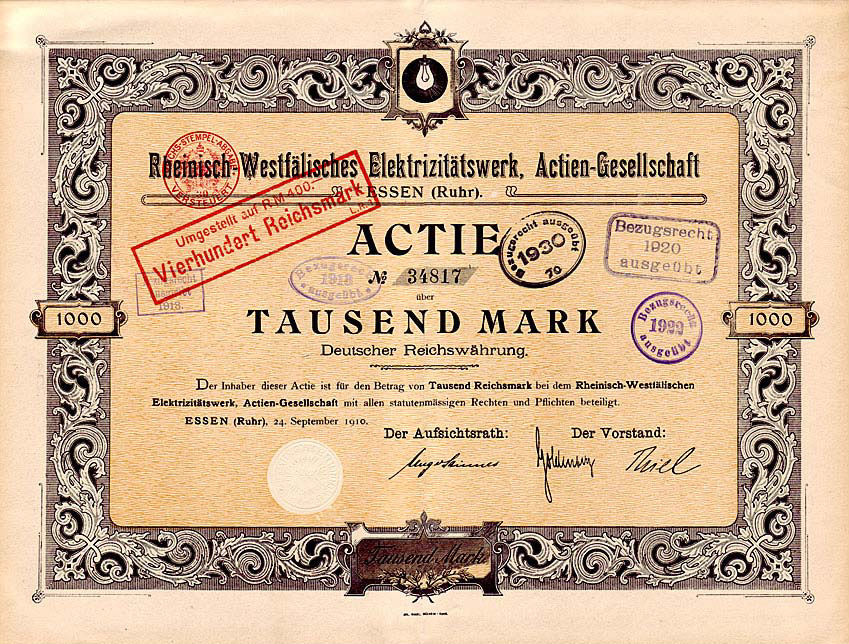
RWE-Aktie von 1910 mit der Unterschrift Goldenbergs

Nach seinem Tod 1917, er starb nach nur fünftägigem Krankenlager an einer Lungenentzündung, benannte die RWE auf Vorschlag von Stinnes das von ihm zuletzt erbaute Braunkohle-Kraftwerk Goldenberg-Werk in Knapsack bei Köln nach ihm.